# Casa de la Carnicería

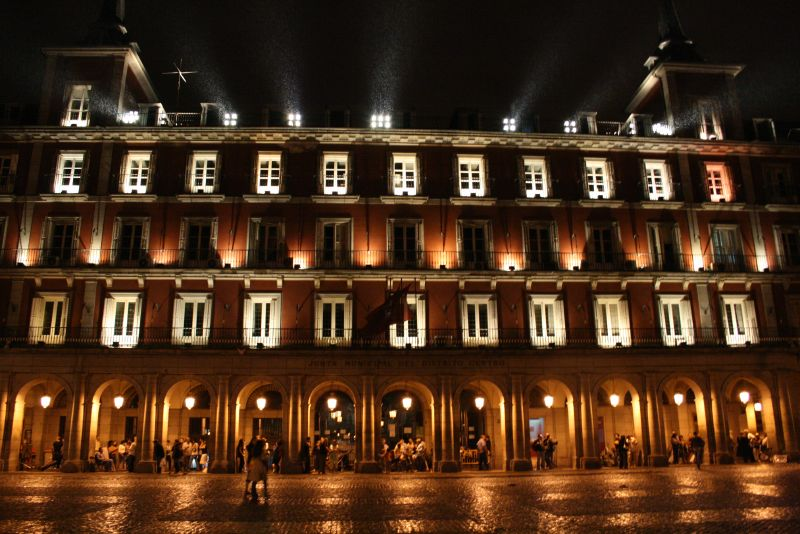
Casa de la Carniceria nocą

Casa de la Carnicería (pol. Dom Rzeźnika) – budynek położony po południowej stronie Plaza Mayor w Madrycie. Jest to budowla czterokondygnacyjna, ostatnia kondygnacja wykończona attyką, posiada parter z portykiem, a jej boki są zwieńczone narożnymi wieżami.

## Historia
Zgodnie z decyzją rady miasta w 1565 burmistrz Francisco de Sotomayor nakazał budowę budynku, który będzie przeznaczony tylko na potrzeby miejskiej rzeźni. W ten sposób powstał budynek mieszczący przechowalnię, chłodnię i punkt sprzedaży mięsa, z którego zaopatrywano miejskie targowiska. W XVI wieku sprzedawano tu towar z przeznaczeniem na targowisko mieszczące się na sąsiednim Puerta del Sol. Pod koniec XIX w. mieściła się tu siedziba burmistrza i ośrodek sanitarny dzielnicy Audiencia. Od początku XX w. pełnił funkcję tzw. Trzeciego Ratusza, który mieścił różne biura rady miejskiej. W 1918 ulokowano tu czytelnię i archiwum gazet, w budynku należącym do rady miejskiej, do 2008 wnętrza zajmowała Rada Miejska Dystryktu Centralnego.  
Dokładna data powstania budynku nie jest znana, uważa się, że został on całkowicie przebudowany po pierwszym pożarze Plaza Mayor w 1631, który zniszczył południową pierzeję placu i całkowicie uszkodził fasadę budynku. Podczas rekonstrukcji Juan de Villanueva zastosował styl architektoniczny Casa de la Panadería, która znajduje się po przeciwnej stronie placu. Obecnie jego elewacja jest jednorodna z pozostałymi budynkami na placu. Od otaczających ją kamienic odróżnia się dwoma iglicami oraz podniesiony strop poddasza. 